# Вулька-Познанська
Вулька-Познанська (пол. Wólka Poznańska) — село в Польщі, у гміні Сточек-Луковський Луківського повіту Люблінського воєводства.
Населення — 109 осіб (2011).
У 1975-1998 роках село належало до Седлецького воєводства.

## Демографія
Демографічна структура станом на 31 березня 2011 року:
|          | Загалом | Допрацездатний вік | Працездатний вік | Постпрацездатний вік |
| -------- | ------- | ------------------ | ---------------- | -------------------- |
| Чоловіки | 56      | 6                  | 39               | 11                   |
| Жінки    | 53      | 6                  | 31               | 16                   |
| Разом    | 109     | 12                 | 70               | 27                   |